# Joaci Góes
Joaci Fonseca de Góes (Ipirá, 25 de agosto de 1938), mais conhecido como Joaci Góes,é um advogado, jornalista, empresário e político brasileiro.

## Biografia
Joaci Fonseca de Góes nasceu na fazenda São Bento, em Ipirá, filho de João de Souza Góes e Mariana Fonseca de Góes.
Fez o curso primário nos arraiais de Ponto Alegre e Pau de Ferro. Aos 12 anos de idade, mudou-se para Salvador onde cursou o ginasial no Colégio Severino Vieira e o colegial no Colégio Central da Bahia.
Concluídos os estudos preliminares, matriculou-se na Faculdade de Direito da Universidade Federal da Bahia, pela qual foi diplomado em 1963.
Como empresário, tem apreciável folha de serviço. Sob a supervisão paterna e a liderança de seus irmãos mais velhos, participou da fundação da Construtora Góes, em 1959, quando ainda era estudante de Direito. Com o surgimento do Banco Nacional de Habitação, fundiram ambas empresas em uma só: a Góes-Cohabita, que passou a operar no Brasil e no exterior. Posteriormente enveredou por outras atividades, nos ramos de agropecuária, indústria, educação e energia. Não podendo conciliar a vocação acadêmica com as atividades empresariais, Joaci optou pelo mundo dos negócios, dedicando porém as horas vagas ao hábito da leitura, passando assim a ser considerado intelectual e, ao mesmo tempo, empresário.
Como jornalista, além de colaborar na imprensa baiana, foi, por mais de 27 anos, o principal dirigente do jornal Tribuna da Bahia e coproprietário da Rádio e TV Aratu.
Como político foi eleito deputado federal constituinte (1987-1989). No exercício do seu mandato, foi coordenador da bancada baiana, vice-líder do partido e membro de várias comissões e subcomissões.
Como intelectual, é conferencista, orador, articulista e autor de vários ensaios. Em 2001, publicou “A Inveja nossa de cada dia, como lidar com ela”; em 2004, “Anatomia do ódio”; em 2009, “A força da vocação para o desenvolvimento das pessoas e dos povos”; em 2014, publicou "(As) 51 Personalidades (mais) marcantes do Brasil"; em 2015, publicou "As 7 pragas do Brasil Moderno"; em  2017, "Como governar um Estado - o caso da Bahia". Assina uma coluna semanal do jornal Tribuna da Bahia, é comentarista da Rádio Metrópole e consultor educacional das Obras Sociais Irmã Dulce. É titular da Academia de Letras da Bahia, onde ocupa a Cadeira nº 7 que tem como Patrono José da Silva Lisboa, Visconde de Cairu. Foi eleito para presidir a Academia de Letras da Bahia em dezembro de 2018, tomou posse em março de 2019, mas renunciou em outubro de 2020 por desavenças politicas dentro da academia; É membro efetivo da Academia de Letras e Artes do Salvador e Membro da Academia Baiana de Educação.
Em 2013, recebeu a Comenda 2 de Julho, condecoração concedida pela Assembleia Legislativa da Bahia.
É sócio efetivo do Instituto Geográfico e Histórico da Bahia, diretor da Associação Comercial da Bahia e sócio do Instituto Genealógico da Bahia.